# Dżamał Otarsułtanow
Dżamał Sułtanowicz Otarsułtanow (ros. Джамал Султанович Отарсултанов; ur. 14 kwietnia 1987) – rosyjski zapaśnik narodowości czeczeńskiej, startujący w kategorii do 55 kg w stylu wolnym, złoty medalista olimpijski, trzykrotny mistrz Europy, dwukrotny mistrz świata juniorów. Pierwszy w Pucharze Świata w 2007, trzeci w 2009 i piąty w 2017 roku.
Największymi jego sukcesami jest złoty medal igrzysk olimpijskich w Londynie w kategorii 55 kg. W tej kategorii zdobył również dwa złote medale mistrzostw Europy (2008, 2011) oraz dwukrotne mistrzostwo świata juniorów (2006, 2007).
Triumfator igrzysk wojskowych w 2015.
Mistrz Rosji w 2008 i 2012, srebrny medal w 2007, 2011 i 2015, brązowy w 2006, 2010 i 2016 roku.

## Odznaczenia
- Order Przyjaźni (13 sierpnia 2012) – za wielki wkład w rozwój kultury fizycznej i sportu, wysokie osiągnięcia sportowe na zawodach XXX Olimpiady 2012 roku w mieście Londynie (Wielka Brytania)[2]